# Pingasa victoria
Pingasa victoria là một loài bướm đêm trong họ Geometridae.